# Onsen

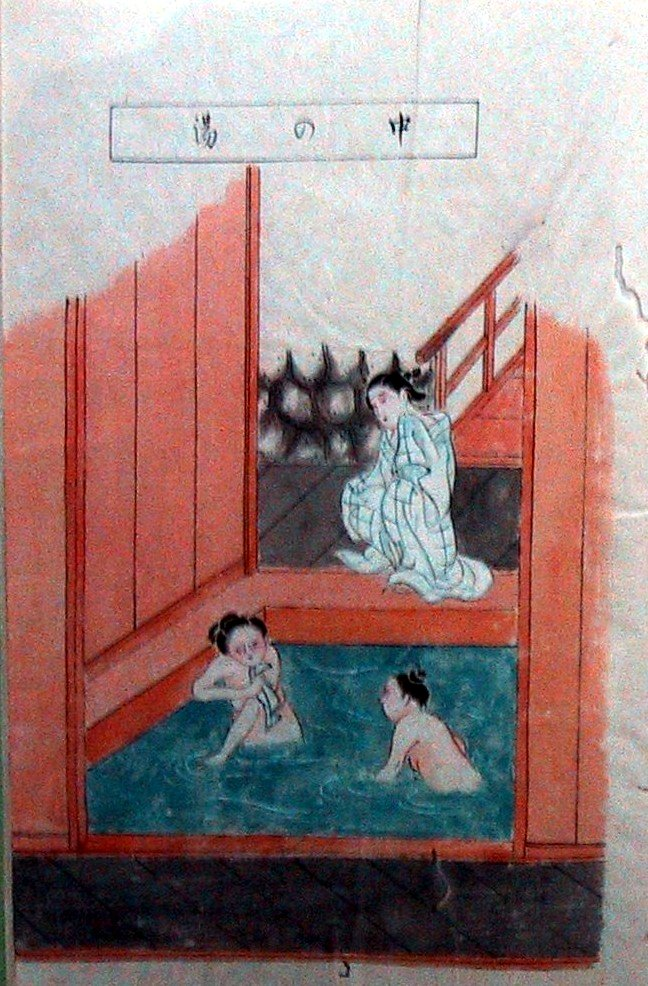
Onsen v průvodci po Hakone z roku 1811

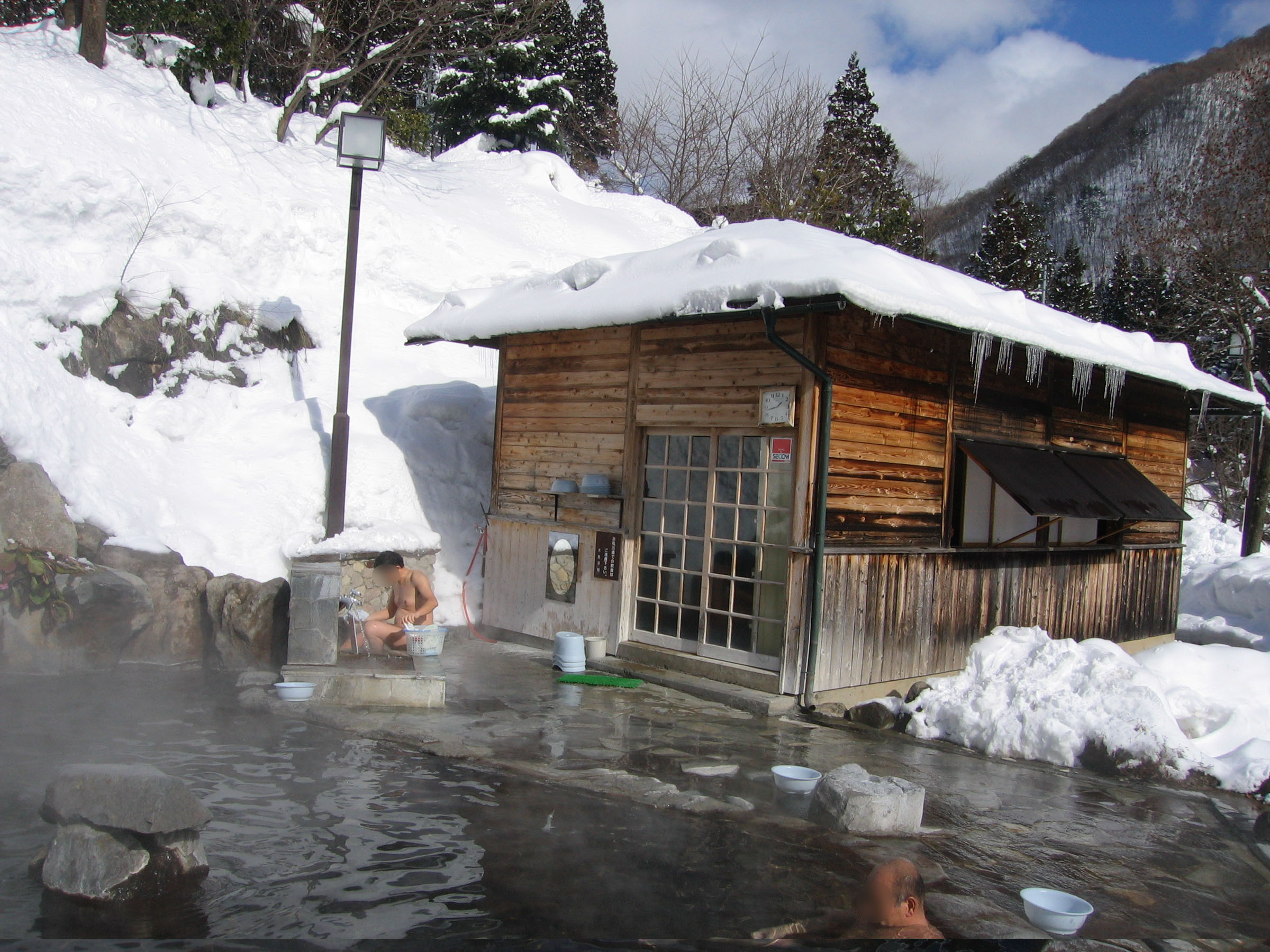
Onsen v obci Kidžimadaira v prefektuře Nagano

Onsen (japonsky: 温泉) je japonské slovo označující termální prameny, veřejné lázně a tradiční hostince, které často disponují vlastními onseny. V Japonsku se nachází přibližně 25 000 horkých pramenů a zhruba 3 000 zařízení využívá tyto geotermálně ohřívané vody.  Onseny se liší velikostí a rozdělené podle pohlaví.
Onsen je možné rozdělit na venkovní lázně (露天風呂 or 野天風呂, roten-buro / noten-buro) a vnitřní lázně (内湯, učiju). Tradičně tyto lázně byly využívány veřejností, když obyčejný lid ještě nedisponoval vlastními koupelnami. Tyto veřejné lázeňské domy se zatívají sentó. V dnešní době mnoho tradičních lázní v Japonsku zaniká, protože je normální mít v domácnosti vlastní koupelnu. Lázně onsen jsou tradiční součástí japonské kultury a veřejného života. Lázně jsou velmi turisticky populární a mohou být součástí větších zařízení jako jsou hotely nebo tradiční rjokan. V Japonsku existují celá města, které se věnují a jsou známá pro své onseny.
Onseny jsou často vyhlášené svými léčivými efekty a prospěšností pro celé tělo a ducha. Speciální složení minerálů a jiných látek těmto léčivým schopnostem napomáhá.
Onsen je často označován kandži 湯 (ju, což znamená „horká voda“) a nebo také jenom hiraganovým ゆ (ju). Na mapách a značkách často také najdeme symbol ♨. 

## Definice
Podle japonského zákona o horkých pramenech (温泉法, Onsen Hó), je onsen definován jako „horká voda, minerální voda, vodní pára a jiné plyny (s výjimkou zemního plynu, jehož hlavní složkou jsou uhlovodíky), které vyvěrají ze země. Tento pramen musí mít teplotu vyšší než 24 °C a musí obsahovat jisté minerály ve specifické koncentraci jako například železo, sodík, hořčík a síru. 
Často, když voda obsahuje jiné minerály a látky, než jsou běžné v těchto horkých pramenech, provozovatelé těchto zařízení je obvykle uvádějí na informačních tabulích nebo jiných materiálech. Tato zařízení se dělí do kategorií podle převládajícího prvku, například sírné lázně (硫黄泉, ió-sen), lázně s chloridem sodným (ナトリウム泉, natoriumu-sen) a mnoho dalších.

## Druhy Koupelí
Onsen nejsou jenom lázně, kde se lidé ponoří až po krk do vody a sedí a relaxují. Existují i jiné typy koupelí, které je možné nalézt v různých zařízeních.
- Pískové a bahenní lázně (砂湯, suna-ju) (泥浴, deijoku): Pískové lázně jsou typ parních lázní, kde jsou lidé zahrabání pod písek a ten je ohříván párou z onsenu. Bahenní lázně jsou typ lázní, kde se člověk místo do vody ponoří do bahna obsahujícího složky typické pro běžný onsen.[7]

- Vodopádové lázně (打たせ湯, utase-ju): Tento typ lázní pomáhá ulevit od bolesti svalů díky vodě, která padá z výšky. Návštěvník si může zvolit, zda bude stát nebo sedět, podle toho, jakou sílu dopadající vody preferuje.[7]
- Parní lázně (蒸し湯, muši-ju): Pára z onsenu je vedena do malé místnosti nebo takzvaného „parního boxu“, kde člověk sedí nebo stojí, přičemž je zavřený pouze po krk.[7]
- Nožní lázně (足湯, ašiju) jsou speciální typ lázní zaměřený na relaxaci a péči o nohy. Tento druh lázní je obvykle mělký a obsahuje teplou vodu z onsenu. Nožní lázně jsou často umístěny na veřejných místech, jako jsou lázeňská města nebo odpočívadla, a jsou oblíbené pro svou snadnou dostupnost a okamžitý relaxační účinek.[6]

## Etiketa

### Čistota

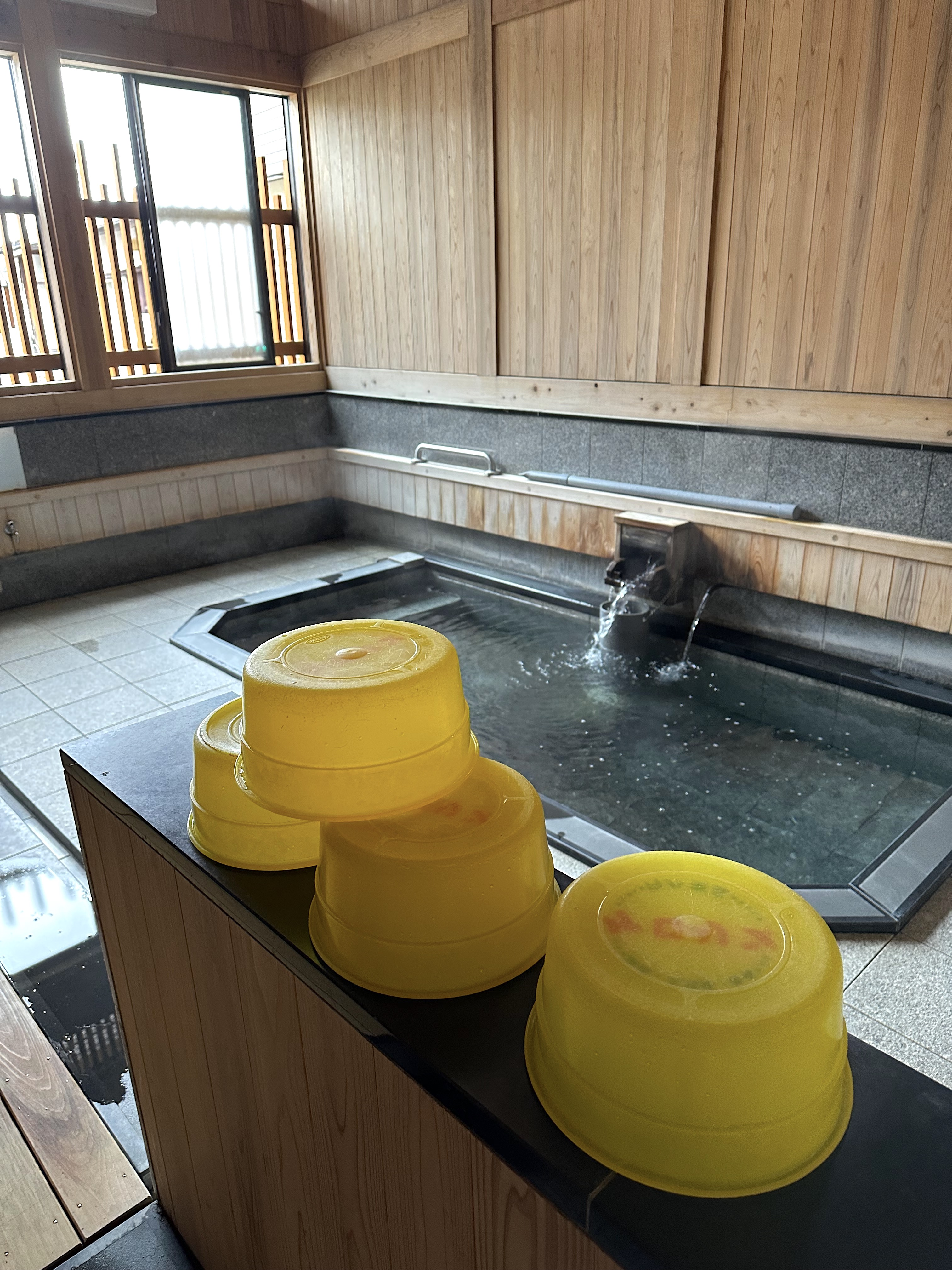
Lázně Onsen v Nozawa

Každý návštěvník by se měl před vstupem do lázně důkladně umýt. Pro tuto potřebu jsou přímo v těchto zařízeních instalovány sprchy, které bývají ve stejné místnosti jako lázeň. V onsenu jsou často k dispozici mýdlo, šampon, kyblíky a jiné pomůcky na umývání, které zákazníci mohou použít. Je však velmi neslušné a sociálně nepřijatelné vstoupit do koupele se zbytky pěny na těle.

### Plavky a ručník
Zákazníci mají zakázáno nosit plavky do onsenu. Zákazník by měl být úplně nahý, když vchází do prostoru lázní. většina lidí si s sebou do koupele bere pouze malý ručník na zakrytí intimních partií. Po koupeli by se měl člověk jen lehce osušit a důkladnější sušení nechat do prostoru převlékáren. 

### Smíšené koupele
V Japonsku je zcela normální najít onseny, které jsou smíšené (混浴, kon'joku). V dnešní době jsou však na ústupu. Navíc jsou zákazníci často nuceni nosit plavky, i když v lázních rozdělených podle pohlaví je toto chování považováno za neslušné a není povoleno.

### Tetování
Ve více než polovině všech onsenů v Japonsku je vstup s tetováním zakázán, ale mnozí majitelé tato opatření zmírňují, aby přilákali zahraniční návštěvníky a turisty. Tetování má v Japonsku negativní konotace kvůli Jakuze.